# Gastrotheca lateonota
Gastrotheca lateonota är en groddjursart som beskrevs av William Edward Duellman och Linda Trueb 1988. Gastrotheca lateonota ingår i släktet Gastrotheca och familjen Hemiphractidae. IUCN kategoriserar arten globalt som otillräckligt studerad. Inga underarter finns listade i Catalogue of Life.